# Polonia 1
Polonia 1 est une chaîne de télévision privée polonaise. Lancée le 7 mars 1993 à l'initiative de douze chaînes de télévision régionales regroupées en réseau, elle est la plus ancienne chaîne de télévision commerciale du pays.

## Histoire
L'abandon du système communiste en Pologne est à l'origine de la naissance de plusieurs chaînes de télévision régionales privées au début des années 1990. Anticipant la fin effective du monopole d'état de la télévision nationale, elles profitent d'un certain vide juridique commun à nombre d'anciennes démocraties populaires à cette époque. Le 7 mars 1993, douze de ces chaînes locales décident de se grouper en réseau afin de former une chaîne privée capable un programme unique « alternatif » dans une grande partie du pays. À la tête de la nouvelle chaîne, baptisée Polonia 1, Nicola Grauso, un entrepreneur italien proche de Silvio Berlusconi.
Les différentes chaînes affiliées produisent chacune une partie des émissions, qu'elles s'échangent ensuite par le biais de cassettes vidéo. La grille des programmes est alimentée par des séries américaines des années 1980, des telenovelas, des dessins animés japonais ainsi que des productions provenant des différentes stations locales.
L'introduction de cette première chaîne de télévision privée d'envergure nationale est un changement important dans le paysage audiovisuel polonais, dominé depuis plusieurs décennies par les médias d'état, détenant jusqu'alors un monopole absolu sur les ondes. De fait, la nouvelle chaîne joue sur un certain flou juridique (aucune loi de régulation des médias privés n'ayant encore été adoptée). 
En 1994, les responsables de Polonia 1 déposent un dossier afin d'obtenir une licence de diffusion en bonne et due forme, mais c'est finalement une toute nouvelle société, Polsat, qui obtient la licence convoitée. Polonia 1 perd ainsi le droit d'émettre sur le réseau hertzien. 
En dépit de cette décision, la chaîne poursuit ses émissions dans la plus totale illégalité. Le 29 août 1994, le gouvernement passe à l'offensive. Les forces de l'ordre investissent les locaux de la chaîne à Varsovie, Cracovie et Poznań et font cesser les émissions, la chaîne utilisant des fréquences normalement réservées à l'usage des forces armées. Deux semaines plus tard, Polonia 1 commence à émettre par satellite par l'intermédiaire du réseau Eutelsat. Les dernières stations hertziennes sont progressivement fermées dans les derniers mois de l'année 1994.
Du fait de cette expérience malheureuse, les dirigeants de la chaîne décident de ne pas présenter de nouveau dossier et d'abandonner définitivement la télévision par voie hertzienne pour se concentrer sur la télévision par satellite. 
En février 1996, Nicola Grauso décide de vendre Polonia 1 à l'entreprise Finmedia pour un montant de 12 millions de dollars. Après la banqueroute de cette entreprise, Polonia 1 passe entre les mains de Polcast Television.

## Identité visuelle
- En 1996, le logo de la chaîne reprend le même principe que celui de la chaîne italienne Italia 1: son logo représente le chiffre 1 encadré d'un losange; en dessous de celui-ci y est inscrit le nom « Polonia ».
- En 2002, Polonia 1 adopte une nouvelle identité commune avec la chaîne Tele 5: le chiffre 1 est entouré d'un arc de cercle lui-même fermé par la lettre P.

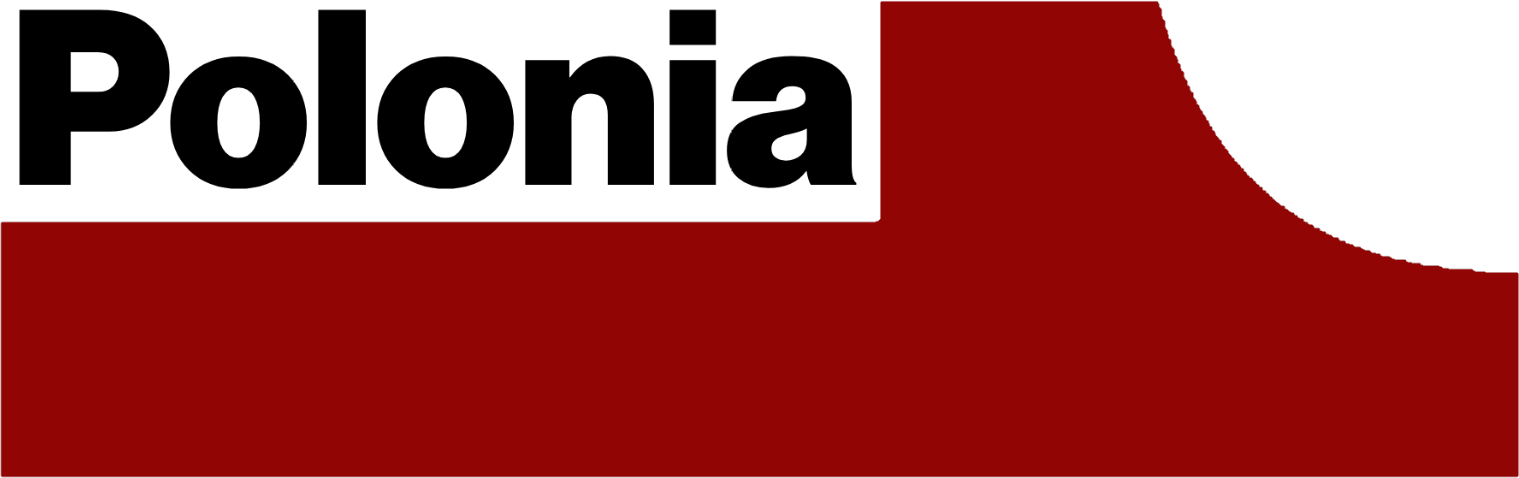
1993-1996
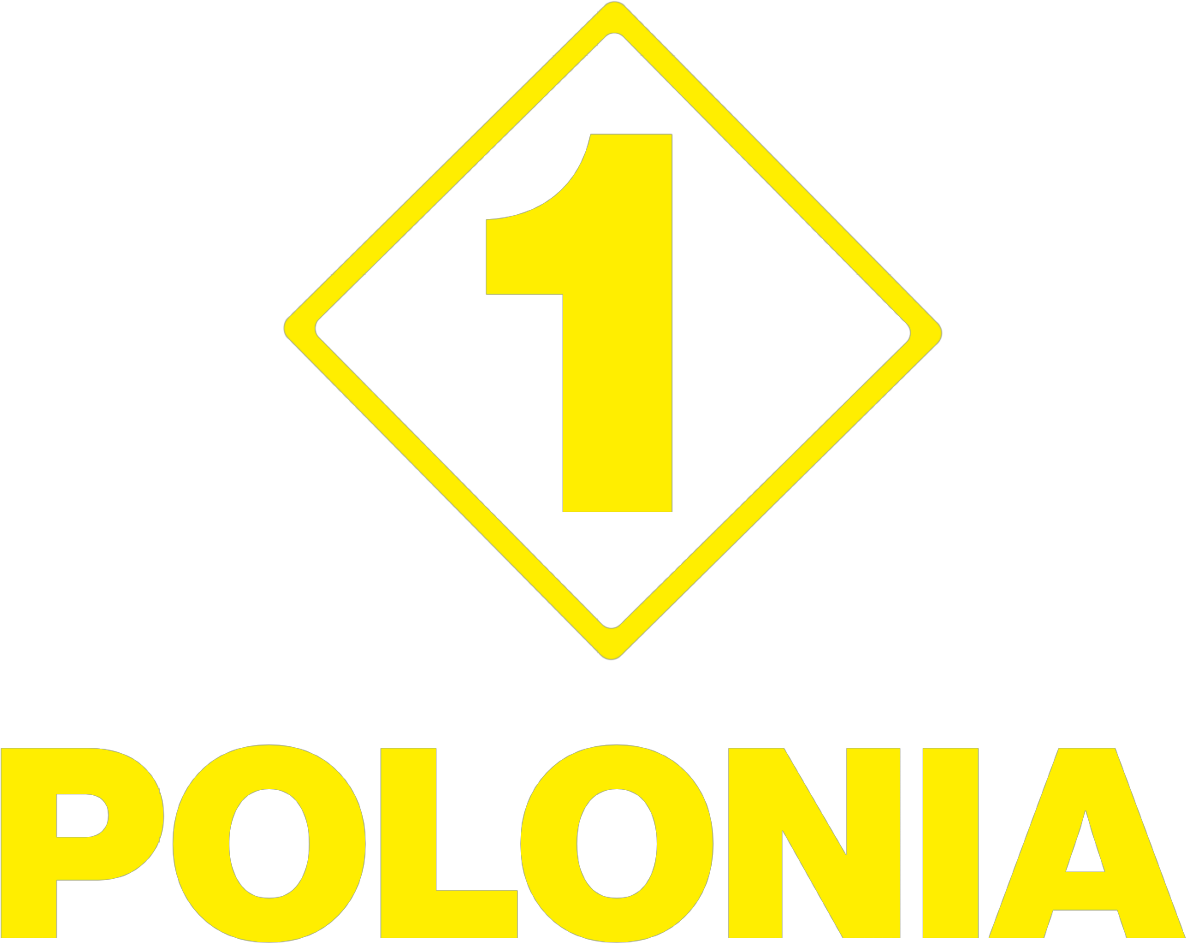
1996-2002
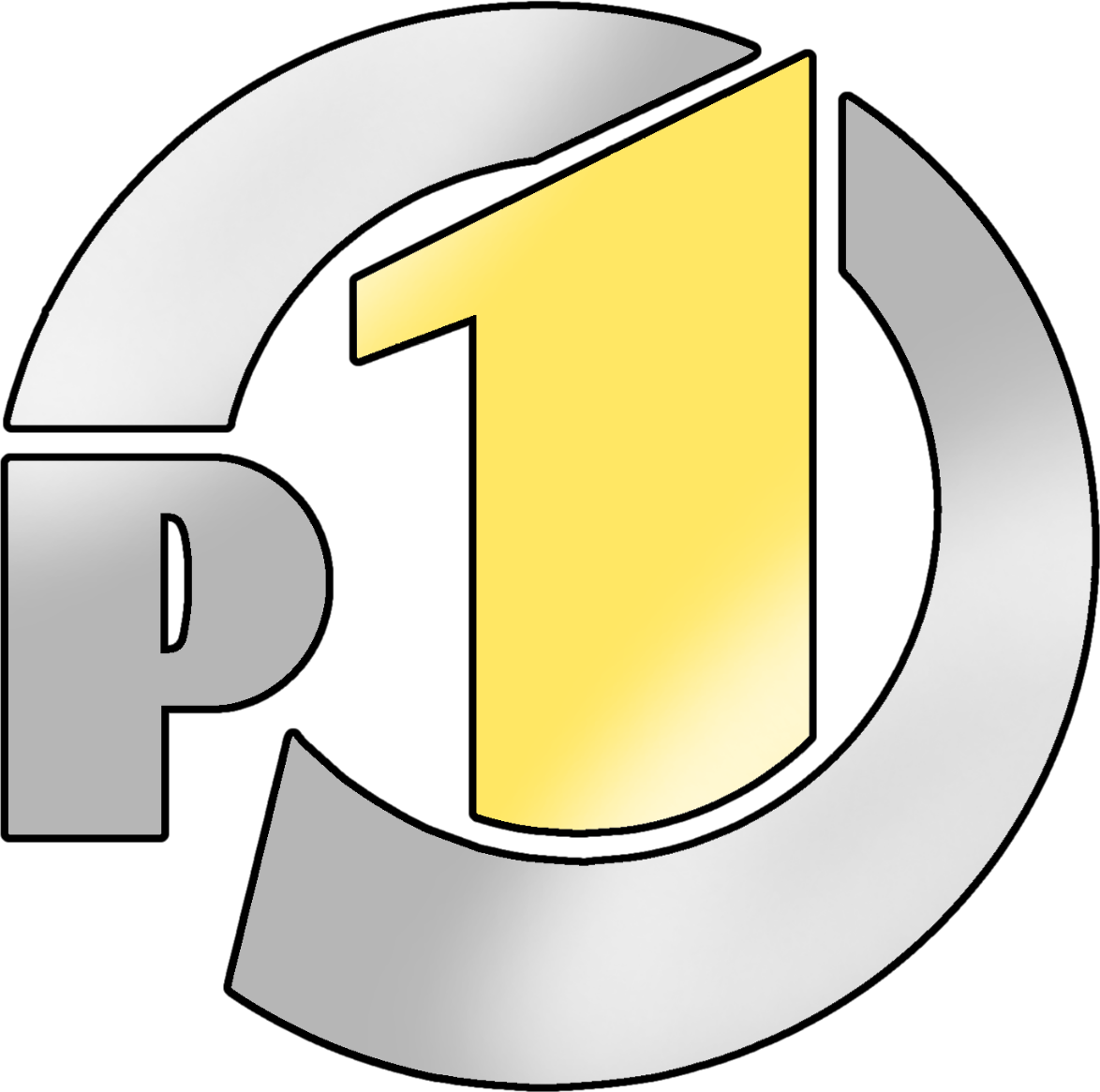
2002-2006
2006-2010
2010-2015
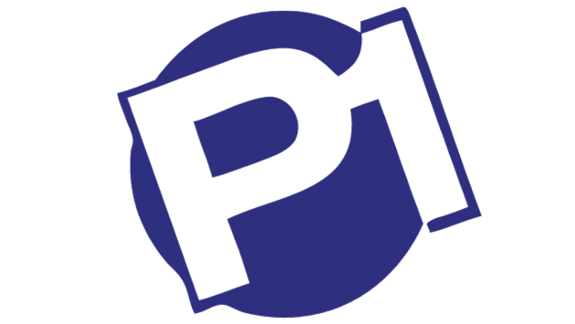
2015

## Programmes
Elle diffuse principalement des séries, des telenovelas, des dessins animés ainsi que des films en soirée. 
Comme dans plusieurs pays d'Europe orientale, les émissions ne sont pas doublées au sens commun du terme : les dialogues sont « dits » par une seule personne et ne couvrent que partiellement les voix originales. En dehors des programmes réguliers, la chaîne partage son canal avec une chaîne de télé-achat Top Shop et parfois, en fin de soirée, des émissions érotiques.